# Jašovići
Jašovići es un pueblo ubicado en el municipio de Berane, en Montenegro.

## Demografía
Hasta 2011 la población era de 49 habitantes, conformada por 17 hogares y 60 viviendas.
| 165                                                              | 165 | 173 | 127 | 90 | 52 | 33 | 49 |
| (Fuente: Population statistics of Eastern Europe & former USSR.) |     |     |     |    |    |    |    |

| Etnicidad                                           | Número | Porcentaje |
| --------------------------------------------------- | ------ | ---------- |
| Serbios                                             | 30     | 90,90 %    |
| Otros                                               | 3      | 9,09 %     |
| Fuente: Republic of Montenegro. Statistical Office. |        |            |